# جائزة فرنسا الكبرى 1908
جائزة فرنسا الكبرى 1908 هو سباق فورمولا 1 أقيم بتاريخ 7 يوليو 1908 في دييب، السان البحرية، فرنسا.